# Lorup
Lorup ist eine Gemeinde in der Samtgemeinde Werlte im Nordosten des Landkreises Emsland im westlichen Niedersachsen (Deutschland).
Mit 3292 Einwohnern hat Lorup nach Werlte die meisten Einwohner in der Samtgemeinde Werlte, zu der sie seit 1973 gehört. Bis dahin war die Gemeinde Teil der Samtgemeinde Lorup, bestehend aus den Gemeinden Lorup und Rastdorf.

## Geographie

### Geographische Lage
Die Gemeinde Lorup liegt im nordöstlichen Teil des Hümmling, einer bis zu 73 Meter über NHN hohen waldreichen Geestlandschaft im Emsland. Höchste Erhebung in der Gemarkung des Dorfes ist mit 42 Meter über NHN die Buschhöhe. Rund 18 Kilometer nordöstlich liegt die Stadt Friesoythe.

### Nachbargemeinden
Nachbargemeinden sind im Norden die Gemeinden Breddenberg, Esterwegen und Hilkenbrook in der Samtgemeinde Nordhümmling im Osten die Gemeinde Rastdorf, im Süden die Gemeinde Spahnharrenstätte und im Westen die Gemeinde Börger in der Samtgemeinde Sögel.

## Geschichte
Lorup wird im Jahr 834 als „Ladorpe“ erstmals im Zehntregister des Klosters Corvey urkundlich erwähnt. Es war damals im Zehntbesitz dieses Klosters. Wie der gesamte Hümmling kam Lorup später zum Niederstift Münster, 1803 zum Herzogtum Arenberg-Meppen, 1810/1811 zum Kaiserreich Frankreich, 1815 zum Königreich Hannover und mit diesem 1866 zu Preußen.
Aus der Stärke des Eschbodens wird auf eine ständige Bewirtschaftung seit 1500 Jahren geschlossen. Die tausendjährige Geschichte des Ortes spiegelt sich auch in den geschnitzten Wegweisern wider. Weitere Zeitzeugen aus vergangener Zeit sind die alten Windmühlen (Walke- und Eschmühle), die im Laufe der Zeit ihre Flügel verloren haben.
1892 entdeckte ein Bauer im Loruper Moor den Goldfund von Lorup, einen Goldhort mit Goldschmuck aus der Bronzezeit um 600–700 v. Chr. Es handelte sich um zwei goldene Armringe, Flachspiralen und Hohlröllchen, die vom Städtischen Museum Osnabrück angekauft wurden.
1998 geriet der Ort Lorup im Zuge der Aufklärung des Mordes an Christina „Nelly“ Nytsch in die Schlagzeilen. Das elf Jahre alte Mädchen wurde am 16. März 1998 entführt. Fünf Tage später fand man ihre Leiche in der Nähe von Lorup, ebenso ein Messer als Tatwaffe. Die Aufklärung führte zum seinerzeit größten Gentest in der Geschichte der Bundesrepublik Deutschland. Ronny Rieken wurde als Täter überführt.

## Namensherkunft
Der Name Lorup setzt sich aus den zwei Silben Lo- und -rup zusammen. Lo deutet auf Loh hin, eine niederdeutsche Bezeichnung für lichtes oder niedriges Gehölz. Vergleichbares findet sich in der Namensgebung des niederländischen Ortes Tynaarlo in der benachbarten Provinz Drenthe. Dort steht die Endung lo ebenfalls für Wald oder Gehölz. Auch die Silbe La im Ortsnamen der emsländischen Gemeinde Lathen hat den gleichen Ursprung. Die Endung -rup wiederum leitet sich vom altsächsischen (altniederdeutschen) Wort thorp, altnordisch torp, dänisch trup ab. Der Begriff Thorp, bzw. Thorpe findet sich vor allem in England und in den abgewandelten Formen über Norddeutschland bis nach Skandinavien (vergl. Süderbrarup, urspr. Syndräbrathorp; Lørup, ursp. Løtherop, dänisch). So wandelt sich die Schreibweise des Ortsnamens von Ladorpe (834 n. Chr.) über Lorype und Lorupe nach Lorup (hdtsch.) und über Lodorpe und Lothorpe nach Lothorpe (ndtsch). Der überwiegende Teil der Bevölkerung spricht noch einen nordniedersächsischen Dialekt der plattdeutschen Sprache. In diesem Dialekt lautet der Name des Dorfes Loorpe.

## Politik

### Gemeinderat
Der Rat der Gemeinde Lorup besteht aus 14 Ratsfrauen und Ratsherren. Dies ist die festgelegte Anzahl für die Mitgliedsgemeinde einer Samtgemeinde mit einer Einwohnerzahl zwischen 3001 und 5000 Einwohnern. Die 14 Ratsmitglieder werden durch eine Kommunalwahl für jeweils fünf Jahre gewählt.
Die letzte Kommunalwahl vom 12. September 2021 ergab das folgende Ergebnis:
- CDU – 10 Sitze
- UWG (Unabhängige Wählergemeinschaft) – 3 Sitze
- FDP – 1 Sitz

### Bürgermeister
Ehrenamtlicher Bürgermeister der Gemeinde ist Wilhelm Munk (CDU). Die stellvertretenden Bürgermeister sind Kerim Al Said (CDU) und Anne Struckmeyer (CDU).

### Wappen
Auf grünem Grund befindet sich ein schräglinker rot-goldener Doppelbalken, begleitet oben von einer silbernen Pflugschar, unten von einem silbernen sechsspeichigen Rad.
Der grüne Grund symbolisiert sinnfällig den Namen der Gemeinde Lorup, der nach der ältesten Schreibweise im Zehntregister des Klosters Corvey aus dem 9. Jahrhundert „Ladorpe“ lautet und mit „Siedlung im Gehölz“ etymologisch gedeutet werden kann. Der rot-goldene Balken erinnert an die in dem o.a. Zehntregister bekundete frühere Verbindung zu Corvey. Pflugschar und Rad weisen hin auf die zwei traditionsreichen und auch noch heute für Lorup bedeutungsvollen wirtschaftlichen Pfeiler, Landwirtschaft und Gewerbe. Die Anzahl der Radspeichen stimmt mit der des Schwungrades des ersten Stromgenerators überein, der heute als heimatgeschichtliches Denkmal gegenüber der Maschinenfabrik Perk steht.

## Kultur und Sehenswürdigkeiten
Heide, Wald, Wiesen und Moor prägen das Bild der Landschaft. Ein Netz von gekennzeichneten Wanderwegen führt durch die Landschaft des Hümmlings. Ein Ferienhausgebiet heißt „Dannenkamp“. Es gibt Möglichkeiten zu Fußball, Tennis, Kegeln, Angeln, Wandern, Reiten usw.

## Vereine
Es gibt in Lorup mindestens 46 Vereine. Statistisch gesehen ist somit jeder Loruper Mitglied in mindestens drei Vereinen, wie z. B. folgenden:
| - Agendagruppe - Akkordeongruppe - Angelverein - BeLu Ugandahilfe e. V. - Chor „Cantamus“ Lorup - Freiwillige Feuerwehr - Gesangverein „Eintracht“ Lorup e. V. - Handarbeitsgruppe - Handel- und Gewerbeverein Lorup e. V. - Hans-Meyer-Wellmann-Stiftung - Hegering - Heimatring Lorup - Hümmling Feriendorf - Jagdhornbläsergruppe „Hubertus Lorup“ - Kaninchenzuchtverein - Katholische Frauengemeinschaft - KLJB Lorup e. V. - Kolpingsfamilie Lorup - Madagaskar Vision e. V. - Markengemeinde - Nosferatu MC Hümmling | - Motorradclub Lorup e. V. - Musikverein „Heidegruß“ Lorup e. V. - Nikolausverein - Pfarrgemeinderat - Pfarrjugend - Reit- und Fahrverein Lorup e. V. - Schützenverein - Seniorengruppe - Sozialstation Hümmling - Sportverein Blau-Weiß Lorup 1911 e. V. - Tanzgruppe - Truckerclub Hümmling - Unabhängige Wählergemeinschaft (UWG) - Verein für landwirtschaftl. Fachschulabsolventen Hümmling - Wasser- und Bodenverband Ohe - Western-Line-Dancer - Wirteverein - Zeltlagergruppe |

## Wirtschaft und Infrastruktur
In den letzten Jahren siedelten sich im Gewerbegebiet „Ziepelkamp“ an der Gehlenberger Straße zahlreiche Gewerbebetriebe an. Trotz dieser Entwicklung verlor der Ort jedoch nicht seinen ländlichen Charakter, da sich auch die schon lange Zeit bestehenden landwirtschaftlichen Unternehmen weiterentwickelt haben.
In Lorup befindet sich der Hauptsitz der Sprehe-Gruppe, mit 753,1 Millionen Euro Umsatz pro Jahr einer der drei großen Geflügelfleischverarbeiter in Deutschland. Am Standort werden 170 Mitarbeiter beschäftigt.

## Söhne und Töchter der Gemeinde
- Wilhelm Borgmann (1893–1947), Politiker, MdL
- Johannes Perk (1880–1955), katholischer Geistlicher, Bibelwissenschaftler.
- Wilhelm Scheperjans (1912–1998), Monsignore, katholischer Geistlicher, Lagerpfarrer im Grenzdurchgangslager Friedland.
- Ansgar Meyer (* 1965), Brigadegeneral des Heeres der Bundeswehr